# Ayana Holloway Arce
Ayana Holloway Arce es profesora de física en la Universidad de Duque. Trabaja en el campo de la física de partículas, utilizando datos del Gran Colisionador de Hadrones para entender fenómenos que se salen del Modelo Estándar.

## Infancia y educación
Arce nació en Lansing, Míchigan. Estudió física en la Universidad de Princeton, donde se graduó con honores en 1998. Para realizar su doctorado fue a la Universidad de Harvard, donde trabajó con el detector CDF en el Laboratorio Nacional Fermi. Arce completó su doctorado en 2006.

## Investigación
Tras su doctorado, Arce completó un postdoctorado en el Laboratorio Nacional Lawrence Berkeley, donde trabajó en técnicas experimentales para medir propiedades de partículas inestables pesadas. Arce se unió a la Universidad de Duque en 2010 y fue nombrada socia de la Fundación Woodrow Wilson en 2012. Actualmente, Arce está trabajando en un detector calorímetro en el experimento ATLAS. También está investigando sobre la reconstrucción de subestructuras de jet, y el uso del etiquetado jet en resonancias.
En 2017 Arce y su madre, Karla F.C. Holloway, estuvieron implicadas en las conmemoraciones de la Universidad de Duque en el cincuenta aniversario de la facultad Negra. Ayana se emocionó con la película Hidden Figures y, a raíz de ella, participó en las discusiones nacionales sobre cómo animar a más personas de color a realizar carreras científicas. Arce forma parte del consorcio de investigación del Triangle Universities Nuclear Laboratory, que apoya a estudiantes para realizar cursos de verano trabajando con proyectos de física nuclear y de partículas.